# Telephanus americanus
Telephanus americanus là một loài bọ cánh cứng trong họ Silvanidae. Loài này được Olivier miêu tả khoa học năm 1795.